# Drâa-Tafilalet
Die Region Drâa-Tafilalet (arabisch درعة تافيلالت, DMG Dar‘a Tāfīlālat, marokkanisches Tamazight ⴷⵔⴰ- ⵜⴰⴼⵉⴼⵉⵍⴰⵍⵜ Dra‑Tafifilt) ist eine der – nach einer Verwaltungsreform im Jahr 2015 neuentstandenen – 12 Regionen Marokkos und erstreckt sich im Südosten des Königreichs. Der Name der Region leitet sich ab vom Fluss Drâa und der weiträumigen Oasenlandschaft des Tafilalet. Die Hauptstadt der Region ist die Stadt Errachidia.

## Bevölkerung
In der gesamten Region Draâ-Tafilalet leben etwa 1,635 Millionen Menschen (zumeist Berber) auf einer Fläche von rund 86.000 km². Etwa 1,074 Millionen Menschen leben in ländlichen Gebieten (communes rurales), rund 561.000 Personen leben in Städten (municipalités).

## Provinzen
Die Region besteht aus folgenden Provinzen, deren Hauptstädte denselben Namen haben:
- Provinz Errachidia
- Provinz Midelt
- Provinz Ouarzazate
- Provinz Tinghir
- Provinz Zagora